# ダライ・ラマ7世
ダライ・ラマ7世ケルサン・ギャツォ（ワイリー方式：bskal bzang rgya mtsho、1708年 - 1757年）は、チベット仏教ゲルク派の有力な化身系譜であるダライ・ラマの7代目として認定された人物である。名はケルサンギャムツォ、ケルサン・ギャムツォ、ケルサン・ギャンツォとも表記される。チベット東部カム地方のリタン（現在の四川省理塘県）に生まれた。
ダライ・ラマ6世ツァンヤン・ギャツォの詩に「私は遠くへは行かない、リタンを回って戻ってくるから」というのがあり、それを根拠に転生者として認定された。1719年に清朝より冊封を受けた。

## ダライ・ラマ6世の廃位とその後継者たち
ダライ・ラマ6世は僧としての生活になじめず、1702年に沙弥戒の返上（還俗）を宣言し、ときおり市街で歌を作って楽しむなどしてチベットの民衆に親しまれた。しかしオイラトのホシュート部を率いるラサン・ハーンは摂政サンギェ・ギャツォと対立し、1705年にラサに進軍すると、2年前に摂政を引退していたサンギェ・ギャツォを殺害、ダライ・ラマ6世の放蕩を口実にして翌1706年、6世を廃位した。同年、6世は北京へ向かう護送の途次で死去している。
後世のチベット人は、6世が次のような歌を書いて、自身がリタンに転生することを予言したと信じている。
ホシュート部によるグシ・ハン王朝のラサン・ハーンは、デシー（摂政）のサンギェ・ギャツォと決裂し、デシーおよびかれの養育してきたダライ・ラマ6世ツァンヤン・ギャツォを排除することで清の歓心を買う策に転じていた。ラサン・ハーンは代わりの「ダライ・ラマ6世」として1705年生まれのガワン・イェシェー・ギャムツォを擁立し、清朝もイェシェー・ギャムツォに称号と印章を贈った。ラサン・ハーンは、中央チベットの地を押さえ、清朝の支持を得たことでチベット＝ハンの権力を大いに増大させたものの、イェシェー・ギャムツォは必ずしもチベット人の支持を得られたわけではなかった。
一方、ラサン・ハーンによる一連の強硬な措置は、むしろきわめて強い一族内の反発を招いた。グシ・ハーンの傍系の一族たちは、ジュンガル部と結託してラサン・ハーンと対抗、そして死去していた6世の転生者としてリタン出身の少年がダライ・ラマとして擁立されたのである。

## ケルサン・ギャツォとイェシェー・ギャツォ

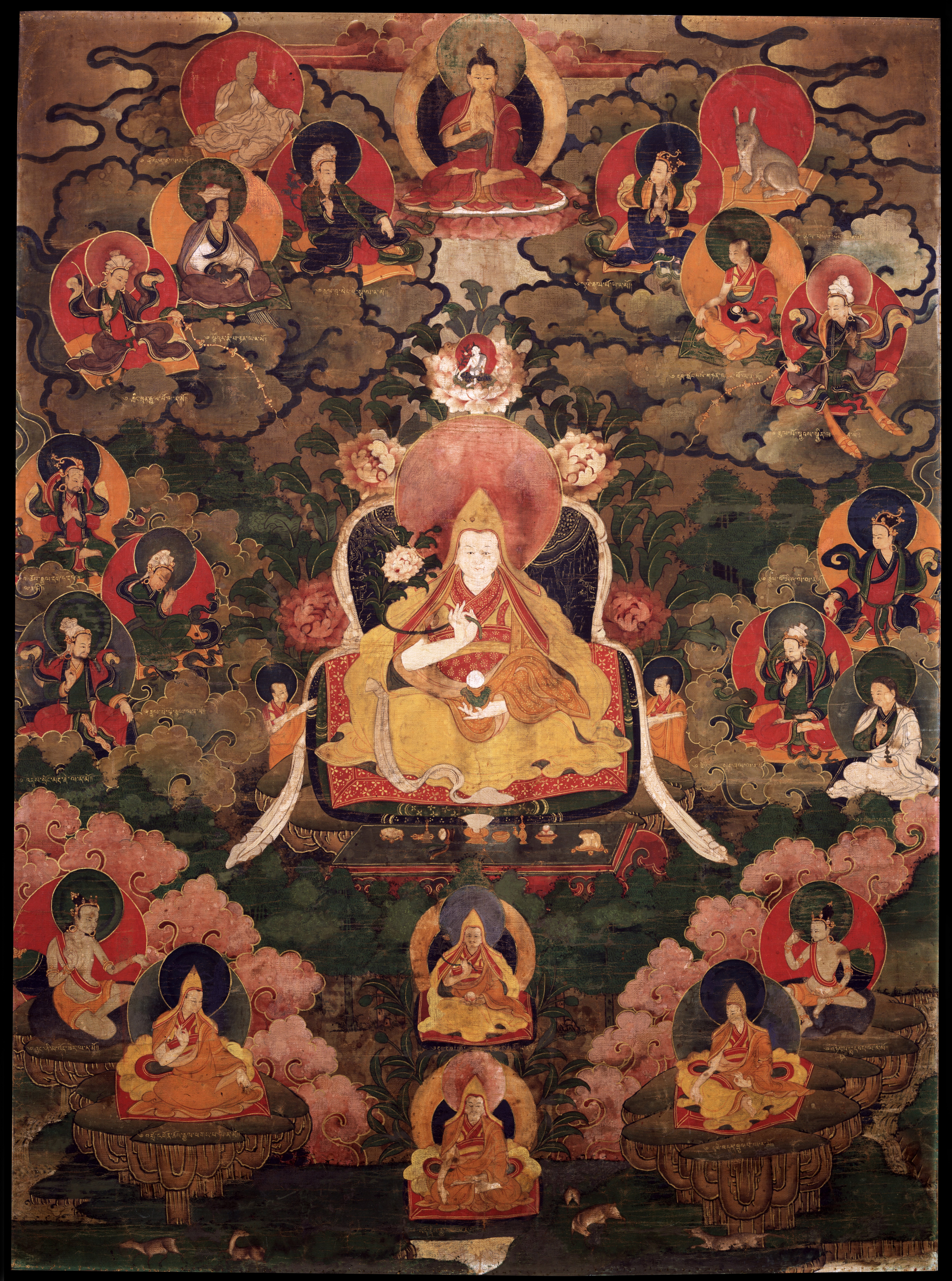
ケルサン・ギャツォ（ダライ・ラマ7世）

後のケルサン・ギャツォは、6世の死去から2年後の1708年、スーナム・ダルギャを父に、ロサン・チョツォを母にリタンで生まれた。ダライ・ラマ3世がリタンの地に建立したトゥプテン・ジャンパリン僧院では、この子の優れた資質にたいへん驚いたと伝わっている。リタンのシャーマンも、新しく誕生する子は故ダライ・ラマの転生であるとの託宣を得ていた。やがてダライ・ラマ6世ツァンヤン・ギャツォの転生者がリタンに生まれたとの噂が広まった。ジュンガル部は使者を送って新ダライ・ラマ候補を獲得しようとし、ラサン・ハーンも同族たちがこの転生霊童を支持していると聞き及んでこれを座視できなくなった。そうした動きを避けるように、少年は父に連れられてデルゲへ行き、1716年、ココノール（青海湖）近くにあるクンブム・チャンパーリン寺（塔爾寺）に移され、そこで育てられた。そのクンブム寺において、ガワン・ロサン・テンペー・ギェンツェンから沙弥戒を受け、「ケルサン・ギャツォ」の法名を授けられた。清朝はこれに先立ち、ケルサン・ギャツォ少年のダライ・ラマ認定を保留にしたまま、1715年に使者を送ってクンブム寺に保護するよう命じていた。
清朝はチベットの混乱を避けるためラサン・ハーンを支持し、ケルサン・ギャツォ少年を反ラサン派から引き離して保護下に置いた。そして、ラサン派と反ラサン派との間を調停した。しかし、1717年、反ラサン同盟に基づくジュンガル部の軍がラサン・ハーンを奇襲、ジュンガル部の長ツェワンラブタンの軍はラサを占領した。ジュンガル軍はこの戦いで「偽のダライ・ラマを廃して、正統なダライ・ラマを即位させる」と宣伝してラサに向かったが、このときラサの人々は自ら城門を開けてかれらを迎え入れたと言われる。この戦いでラサン・ハーンは戦死し、チベットの人々に不人気であった傀儡ダライ・ラマ6世イェシェー・ギャツォは廃位された。
清の康煕帝はラサン・ハーンの救援要請を受けて1718年に援軍（第1次派遣軍）を出したが、サルウィン川の戦いにおいてジュンガル軍によって壊滅的とも言える大敗北を喫した。ここで康煕帝は素早い変わり身を見せた。康煕帝はケルサン・ギャツォ少年を正統的なダライ・ラマ6世と認め（先代のツァンヤン・ギャツォをダライ・ラマと認めなかったためケルサン・ギャツォを6世とした）、清朝の爵位を与え、反ラサン派に対してはハン位を継承させることなどを条件としてグシ・ハーン王家の分家の当主たちを懐柔した上で、1719年から1720年にかけてジュンガル討伐のための第2次派遣軍を中央チベットに送ったのである。
清朝から正統的なダライ・ラマとして認められた少年と、グシ・ハーン一族の有力者のいずれもが清朝軍の側にあることを知ったジュンガル部は意気阻喪した。ラサに孤立したジュンガル軍は結局戦わずして潰走し、清はこうしてケルサン・ギャツォを引き連れてラサを占領した。これが世にいう1720年の清朝によるチベット平定である。この後、清のチベット支配が徐々に進んでいった。

## ケルサン・ギャツォの即位

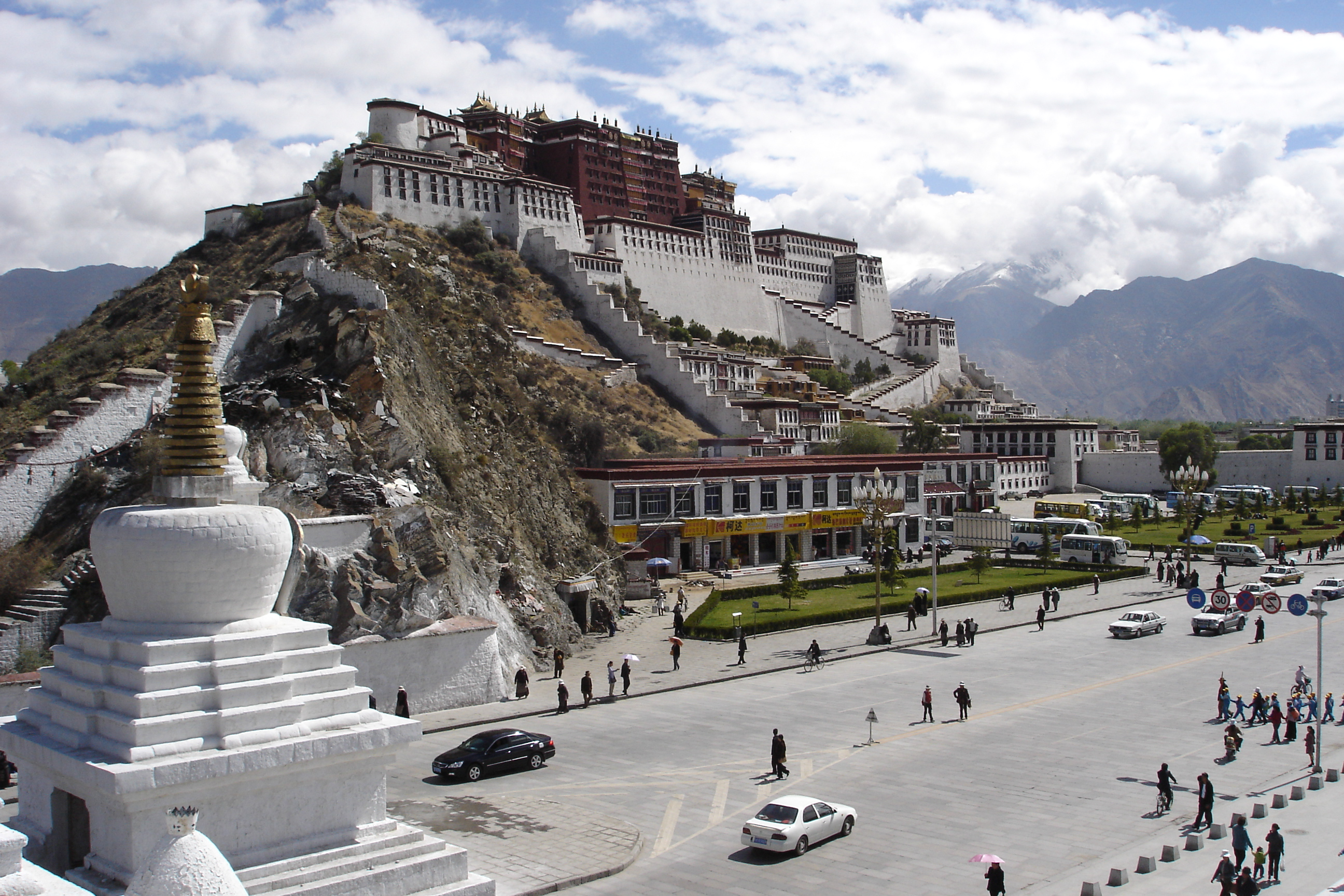
現在のポタラ宮

ジュンガル撤退後、チベットを占領した清朝、青海ホシュート、モンゴルの連合軍とチベット在地の貴族はケルサン・ギャツォを正式なダライ・ラマとして擁立、一致協力して旧秩序の回復にあたった。
1720年、12歳となったケルサン・ギャツォはポタラ宮で新ダライ・ラマとして玉座に就き、パンチェン5世（2世）ロサン・イェシェーの下で改めて受戒し、正式に「ロサン・ケルサン・ギャツォ」と名を改めた。1726年、サカ・ダワ（仏陀生誕）の吉祥月にパンチェン・リンポチェより具足戒を受けて正式な比丘となった。ケルサン・ギャツォは、ギュメ寺の座主パンチェン・ロサン・イェシと、シャル寺の座主ンガワン・ヨンテンの2人に師事して主要な仏教哲学の論文を読破し、顕教および密教の指導者となった。

## ダライ・ラマ7世として
1720年、チベットを平定した清朝は、チベット東北部アムド地方青海にあったホシュート部にチベット＝ハン（チベット王）の選出を行うよう要請したが、ジュンガルを裏切って清朝に与同するに至るまでの一連の過程で互いに不和となっていたホシュート部の王侯は、ラサン・ハーンを引き継ぐチベット王を一致して選択できるような状況になく、代々グシ・ハーンの子孫が継承してきたチベット王位は空位の状態がつづいた。こうした中、1723年、青海ホシュートの最長老であったログサンダンジン（ロサン・テンジン）は、チベット王の座を清朝に奪われるのではないかと危惧し、同族のエルデニエルケトクトネーを襲撃して殺害し、清朝皇帝より授与された満州貴族の称号を捨ててダライ・ラマ由来の称号を名乗るという事件が起こった。
康熙帝は摂政（デシー）を廃止し、4人の大臣（カルン）の合議制による新たなチベット政府を組織させ、カンチェンネーをその首班とした。新政府内でダライ・ラマ7世の父親は有力な人物となったが、ダライ・ラマ自身には政治的役割は与えられなかった。1722年の康煕帝死去を承けて清朝の帝位に即いた雍正帝は、チベット政策を転換し、すみやかに軍をラサから引き揚げさせた。1723年の青海の事件を新皇帝は「反乱」とみなし、この年から翌1724年にかけて青海草原に侵攻、グシ・ハーン一族を制圧し、1725年から1732年にかけて青海併合をはじめとしてチベット分割を推し進めた。雍正帝が行ったチベット分割（西蔵・青海・甘粛・四川・雲南の5地域区分）は、清国の滅亡、中華民国時代の変動期を経て、現・中共政権まで、ほぼそのまま踏襲されている。
ダライ・ラマ7世ケルサン・ギャツォは当時、グシ・ハーンと後継者たちには「ハン」の称号、分家一族にはホンタイジ以下の各種称号および印章を授与し、さらにグシ・ハーン一族の属民とされた諸侯に対しても領主権を認め、教団の長に対しても宗教指導者の地位を認めていた。しかし、雍正帝はこれらの権限の行使を停止させようと図った。また、ダライ・ラマは中国とチベットの貿易に対し、国境のタルツェンド（四川省康定県）で隊商から徴税する権能を有していたが、年間400万両の賠償金と引き替えに、この権能も清に引き渡された。にもかかわらず、ダライ・ラマの権威はチベット全域さらにはチベットを超えて広がるチベット仏教寺院の本山・末寺のネットワークを通じて引き続き発揮された。
ラサ政府の首相となったカンチェンネーは、清朝の命令でニンマ派を弾圧するなどの暴政を行い、他の大臣と対立した。カンチェンネーと同じく清朝寄りの姿勢を取っていた財務長官のポラネーは、ニンマ派弾圧政策には反対したが、この対立の中、内閣を去ってツァンの自分の領地に戻った。1727年、カンチェンネーが他の大臣らによって謀殺されると、ポラネーはツァンとガリーで兵を集め、1728年にラサに入った。降伏した大臣たちは、ダライ・ラマの要望でいったん助命されたが、追って清軍が到着すると叛徒として処刑された。これ以後、清朝は二人のアンバン（駐蔵大臣）をラサに派遣し、ポラネーを首班として再編されたラサ政府を監視させた。また、パンチェン・ラマをダライ・ラマの均衡勢力とすべくツァンの統治者と定めた。ダライ・ラマ7世は、父がカンチェンネー暗殺に関与したという名目で、四川省に編入されていた東チベットのガルタルへ謹慎の憂き目に会った。1735年にラサへ帰還を果たしたが、ポラネー政権の下ではダライ・ラマに政治的実権が与えられることはなく、ダライ・ラマ7世は主として宗教的役割を果たしていた。1751年、再びダライ・ラマの政治的権威が認められ、ダライ・ラマ政権は再興されたが、ここに至ってすでにダライ・ラマの権力は5世の代と比較して極めて限定的なものとなっていた。以後、8世からの5代のダライ・ラマは政治に直接関与する機会が少なく、再びダライ・ラマが本当の意味でチベットを統治するようになるのは13世の代になってからのことである。

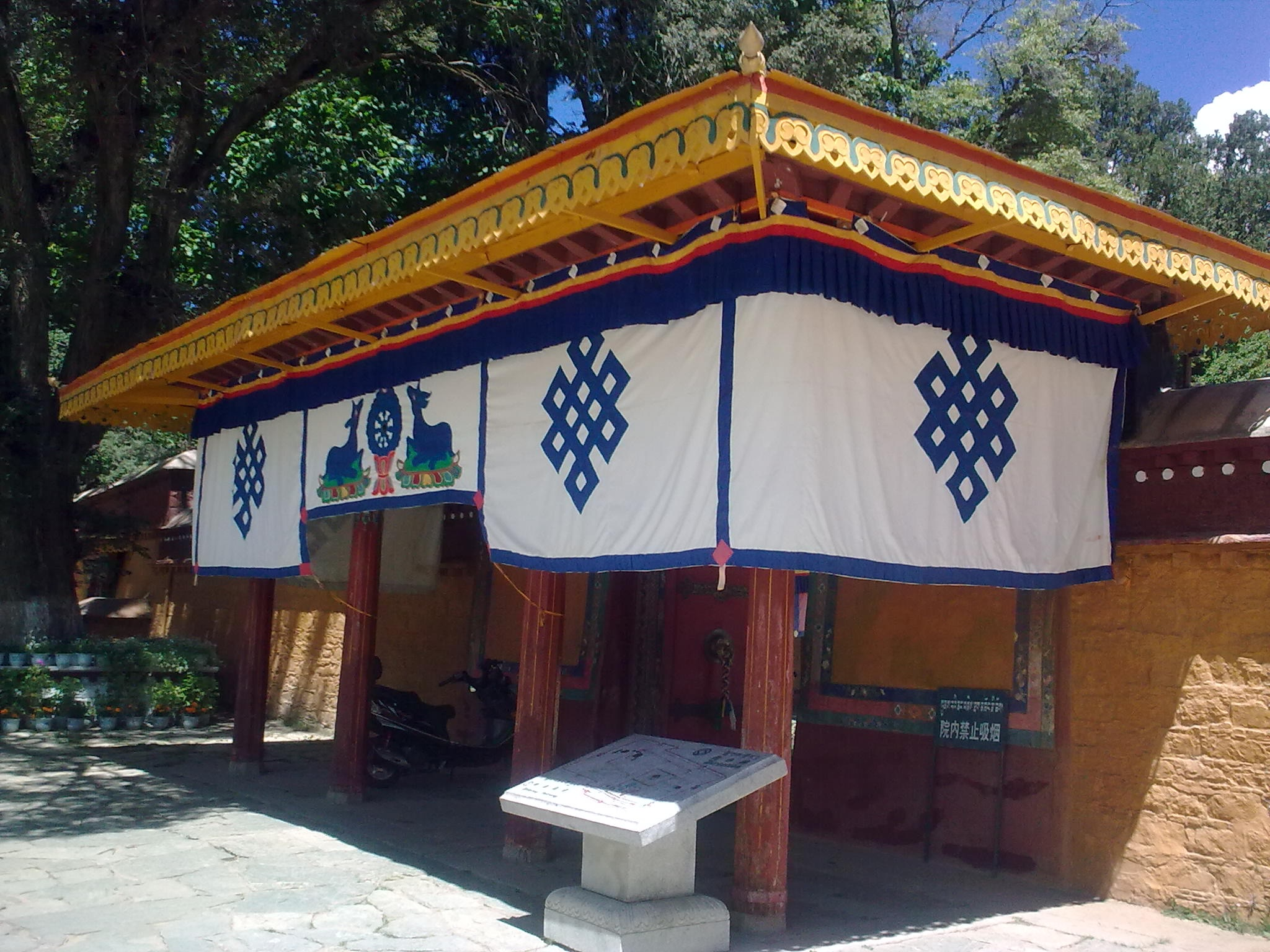
ノルブリンカ宮殿の入り口

清の歴代皇帝の中でも特に熱心なチベット仏教徒として知られた乾隆帝は、駐蔵大臣殺害事件に関するダライ・ラマ7世の処理を高く評価し、1751年（乾隆16年）以降、駐蔵大臣の監視を条件に7世のダライ・ラマ政権の再発足を公式に認めた。
1751年、ダライ・ラマ7世の下で、再び4人の大臣（カルン）からなる内閣（カシャ）が組織され、ダライ・ラマはガンデンポタンを行政府とするダライ・ラマ政権の首長となった。1753年、ダライ・ラマ7世はポタラ宮殿内にツェ学堂を設立し、併せてノルブリンカのケルサン宮を建設した。
ダライ・ラマ7世は高名な仏教学者であり、特に密教関係に学識深く、多くの著作を残したことで知られる。詩人としての才能も優れていたが、前代のダライ・ラマ6世とは異なり、精神的なテーマを専らにした。その飾り気のない人柄と戒律を守る清廉な生き方は、当時、多くのチベット人からの敬慕を受けた。